# Harinakunda
Harinakunda (en bengali : হরিণাকুন্ড) est une upazila du Bangladesh dans le district de Jhenaidah. En 1991, on y dénombrait 162 078 habitants.